# Michael Bergmann (Autor)
Michael Bergmann (* 17. August 1633 in Pirna; † 6. Mai 1675 in Woltin) war ein deutscher Autor von Nachschlagewerken.

## Leben
Bergmann besuchte die Fürstenschule Meißen und möglicherweise auch das Ratsgymnasium in Zittau. Im Juni 1653 bezog er als „Misnucus“ die Universität Wittenberg und erwarb am 26. April 1655 den philosophischen Magistergrad. Darauf folgend wurde er zum Pfarrer in Woltin bei Greifenhagen ordiniert und heiratete 1660 die aus Stettin stammende Kaufmannstochter Regina Hagel.
Bergmann stellte in seinem Werk „Deutsches Aerarium“ eine umfangreiche Sammlung von mustergültigen Tropen und Figuren der deutschen Barockdichtung zusammen, was bis ins 17. Jahrhundert ein viel verwendetes Nachschlagewerk war. Als Verehrer von Martin Luthers sprachschöpferischer Leistung stellte er diesem Nachschlagewerk mit seinem geistlichen Umschreibungslexikon „Aerarium Biblicum“ ein weiteres zur Seite. In seinem Umschreibungslexikon finden die biblischen Wendungen Luthers eine Übertragung.

## Werke
- Deutsches Aerarium. Jena 1662, Landsberg/Warthe 1675, 1677 Neudruck Hildesheim New York 1973.
- Gleichnis-Reden Lutheri. Leipzig 1663.
- Aerarium Biblicum. Leipzig 1665.